# X-레이 눈을 가진 사나이
《X-레이 눈을 가진 사나이》(영어: X 혹은 홍보용 제목인 영어: X: The Man with the X-ray Eyes)는 미국에서 제작된 1963년 SF 공포 영화이다. 로저 코먼이 연출과 제작을 맡았다. 《중단된 매장》(1962)을 잇는, 코먼과 레이 밀랜드의 두 번째 협업작이다.
아메리칸 인터내셔널 픽처스에서 1963년 가을 프랜시스 포드 코폴라의 공포 스릴러 영화 《디멘시아 13》과 함께 동시 상영으로 배급하였다.

## 줄거리
제임스 제이비어 박사는 인간의 가시 영역을 가시광선 너머 자외선과 엑스선 파장으로까지 향상시켜주는 점안액을 발명해 본인에게 직접 실험한다.
처음에는 혈관과 근육 등이 한눈에 보이고 오진을 받은 소녀의 의료 문제를 밝혀 생명을 구하는 등 장점이 두드러진다. 재단의 지원이 끊긴 상황에서도 이 현상에 중독돼 있는 제이비어를 걱정한 친구 샘 브랜트 박사가 뇌에 미치는 영향을 분석할 때까지 연구를 멈추자고 하자 제이비어는 브랜트에게 화를 내다가 브랜트를 창밖으로 떠밀어 죽이고 만다.

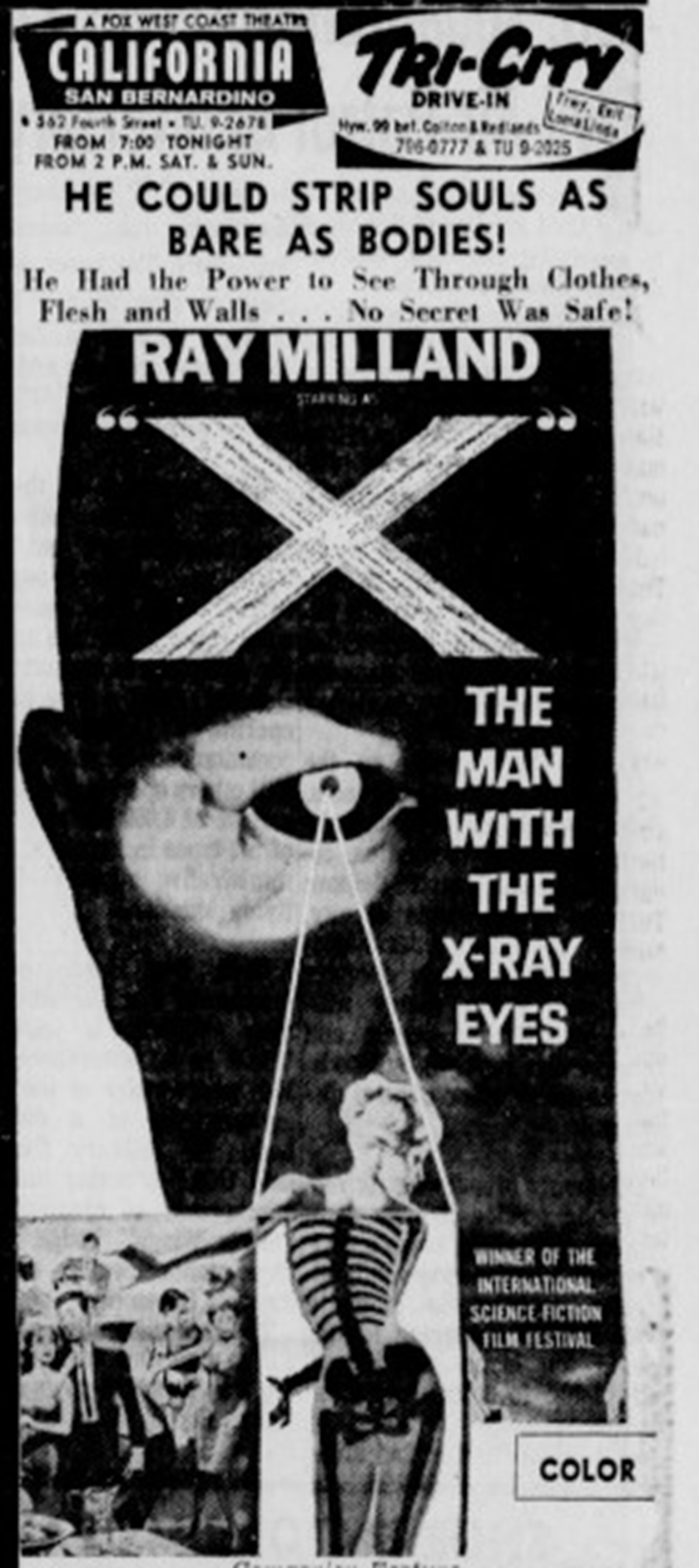
1963년 《X-레이 눈을 가진 사나이》 광고

도망친 제이비어는 축제에서 투시 영능력자로 공연을 하게 된다. 그의 능력이 진짜라는 걸 알게 된 바람잡이 크레인은 그를 신묘한 질병 진단자로 선전해 돈을 벌 궁리를 한다. 제이비어는 늘 자신을 지지해 준 다이앤 페어팩스 박사에게 눈꺼풀 너머로 볼 수 있게 되어, 이제는 눈을 감아도 인간 영역을 한참 벗어난 눈앞의 세계에서 도망칠 수 없게 됐음을 호소한다.
제이비어가 진단자 역할을 그만두려 하자 크레인은 그의 정체를 알고 있으며 살인자로 신고하겠다고 협박하고, 제이비어는 페어팩스와 도망친다. 제이비어는 라스베이거스 카지노 블랙잭 도박판에서 돈을 지나치게 따는 바람에 의혹을 산다. 점안액이 정신에 끼친 영향 탓에 제이비어는 분노를 터트리며 카지노 사람들과 드잡이질을 한다. 이 바람에 제이비어가 외관마저 변하기 시작한 눈을 가리기 위해 착용했던 선글라스가 떨어지고, 검은색과 황금색으로 변한 눈이 드러난다. 제이비어는 돈다발을 던져 주의를 돌린 후 도망친다.
시계를 빛과 조직의 형태로만 파악하게 된 현실에 절망한 제이비어는 홀로 무작정 달린 끝에 차가 뒤집어지자 하염없이 걷다가 사막에서 텐트를 치고 부흥회를 열고 있는 열성적인 신도 무리를 만난다. 제이비어가 완전히 검게 변한 두 눈을 숨길 생각도 없이 우주의 끝에 자리한 빛과 우주의 중앙에서 우리를 지켜보는 눈이 보인다고 고백하자 목사는 그가 보고 있는 게 “죄와 악마”라고 답하며 마태복음 5장 29절 “네 오른 눈이 너를 죄짓게 하거든 그것을 빼어 던져 버려라”를 인용한다. 성도들이 “빼어 던져 버려라!”를 제창하는 가운데 제이비어는 차라리 장님이 되기로 결정하고 단숨에 제 눈을 뽑는다. 눈알이 비어 새빨갛게 드러난 눈구멍의 모습을 마지막으로 영화는 끝이 난다.

## 출연진
- 레이 밀랜드 - 제임스 제이비어 박사 역
- 다이애나 밴더블리스 - 다이앤 페어팩스 박사 역
- 해럴드 J. 스톤 - 샘 브랜트 박사 역
- 존 호이트 - 윌러드 벤슨 박사 역
- 돈 리클스 - 크레인 역

크레디트 미기재
- 모리스 앵크럼
- 딕 밀러
- 존 더키스
- 조너선 헤이즈
- 바부라 모리스

## 기타 제작진
- 협력 제작: 바틀릿 A. 캐레이
- 미술: 대니얼 핼러